# Ледоховский, Игнатий Казимирович
Граф Игна́тий Казими́рович Ледохо́вский (25 мая [13 мая] 1867, Стрельники — 3 марта 1932, Варшава) — архитектор, гражданский инженер, работавший в Киеве в начале XX века, представитель киевской школы модерна. Наряду с архитектором Владиславом Городецким, считается «отцом киевского модерна». Все проекты зданий выполнены в стиле модерн, имеют яркий и узнаваемый архитектурный почерк. После Первой мировой войны эмигрировал в Польшу.

## Биография
Игнатий-Владислав родился 25 мая 1867 года в семье графа и графини Ледоховских, в селе Стрельники Ямпольского уезда Подольской губернии.
Отец будущего архитектора — граф Казимир-Теофил-Ян Галка-Ледуховский, происходил из древнего и до второй половины XVII века православного рода Ледоховских, герба Шалава, имевших родовое гнездо в Ледыхове. В XVII веке Ледоховские перешли в католичество и ополячились. Род был достаточно многочисленным и относительно бедным, графское достоинство было получено родом в Австрии в 1800 году и подтверждено в Российской империи в 1845 году. Земли дробились и делились между детьми, отцу архитектора в селе Стрельники досталась в наследство доля в 45 % от имения, которую граф Казимир Ледоховский к 1871 году частями полностью продал. Граф Казимир зарабатывал, управляя чужими имениями и сахарными заводами — известно, что в 1874 году он управлял сахарным заводом в селе Певцы Македонской волости Каневского уезда.
У Игнатия Ледоховского было два младших брата — Кароль и Станислав. Отец умер от воспаления легких, когда Игнатию было 20 лет, однако все три брата смогли получить хорошее техническое образование.

### Образование

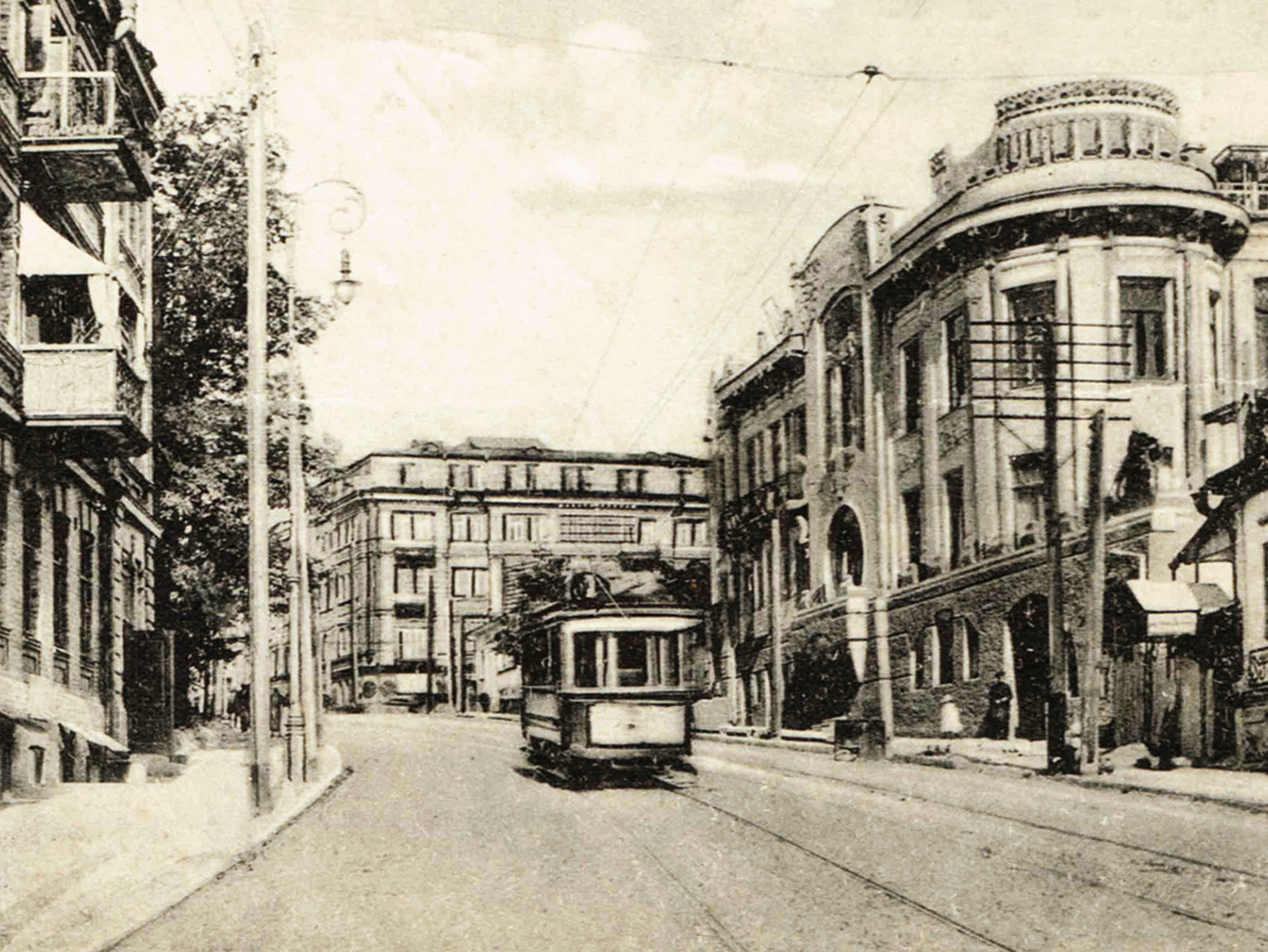
Особняк и клиника доктора Качковского, фото 1911 года

Закончил реальное училище Святого Павла в Одессе, где учился 6 лет вместе со своими братьями и будущим архитектором Владиславом Городецким. Высшее образование получил в Гентском университете на инженерном факультете.
Известно также, что Ледоховский в 1892—1893 годах был слушателем инженерного отделения Технической Академии во Львове, будущей Высшей политехнической школы.

### Работа архитектором в Киеве
Первое документальное свидетельство о жизни Игнатия Ледоховского в Киеве зафиксировано в 1905 году, — Игнатий проживал в квартире своего брата Кароля по адресу улица Банковая, № 6. Следующие адреса проживания зафикисированы в справочниках: с 1906  —  Банковская, № 8, с 1910 по 1915 года — ул. Михайловская, № 12, в 1916 году — ул. Тургеневская, № 28. С 1907 года его архитектурное бюро «Граф И. К. Ледоховский и Ко» арендовало помещение по адресу Крещатицкая площадь, № 3; клиентам предлагалось: «Составление проектов, детальных чертежей и рисунков зданий и сооружений, внутренней художественной отделки, квартир и магазинов, смет на производство строительных работ».
По проектам Игнатия Ледоховского в Киеве были построены:
- конец XIX века — доходный дом, ул. Безаковская, № 8 — памятник архитектуры местного значения.[20][~ 2]
- 1907 год — особняк и клиника доктора В. Качковского, ул. Маловладимирская, № 33, скульптор Ф. П. Соколов (1872—1931) — памятник национального значения[22].
- 1907—1911 годы — жилой дом адвокатов, ул. Назаровская, № 19 — памятник архитектуры местного значения[23]. На каждом этаже были расположены по две 5-комнатные квартиры, с кабинетом, столовой, спальней, и общей приёмной на две комнаты.
- 1909—1910 годы — особняк Александра Леонардовича Козеровского, ул. Багговутовская, № 14 — памятник архитектуры местного значения[24].
- 1910—1911 годы — доходный дом врача Н. Трофимова, ул. Назаровская, 21 — памятник архитектуры и истории местного значения[25].
- 1911—1912 годы — «Дом со змеями», доходный дом С. Чоколовой, ул. Большая Житомирская улица, № 32 — памятник архитектуры местного значения[26].
- 1913 год — доходный дом Александра Леонардовича Козеровского, ул. Костёльная, № 7, скульптор Ф. П. Соколов[27][28] — памятник национального значения[29].

Кроме этого известно, что Ледоховский выполнил проект пристройки к небольшому старому полутораэтажному дому на улице Рейтарская, который не сохранился. Специалистами было установлено возможное авторство Ледоховского проекта здания Общества врачей-специалистов Георгиевской лечебницы по адресу переулок Георгиевский, № 9. Архитектор также выполнил проект надстройки третьего этажа в «Доме с мухами» на улице Владимирская, № 93. Выдвигаются предположения, что Ледоховский был автором проекта сохранившегося склепа братьев Петра и Антона Качковских на Кирилловском кладбище, — ведь именно для Петра, который умер в 1911 году, Ледоховский выполнил проект его особняка и клиники в 1907 году.

### Сотрудничество со скульптором Соколовым

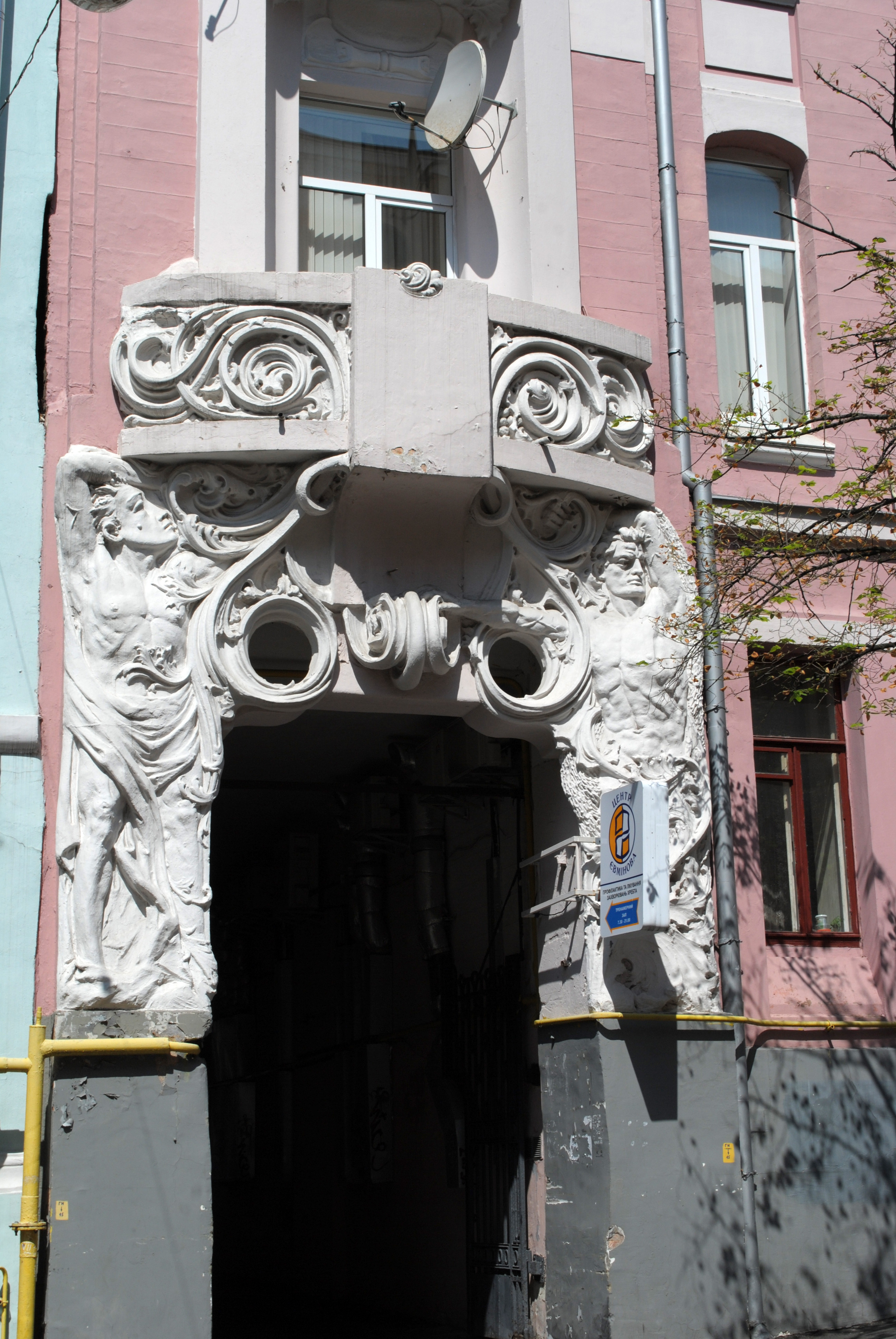
Оформление арки в доходном доме Козеровского, 1913. Скульптор Ф. П. Соколов
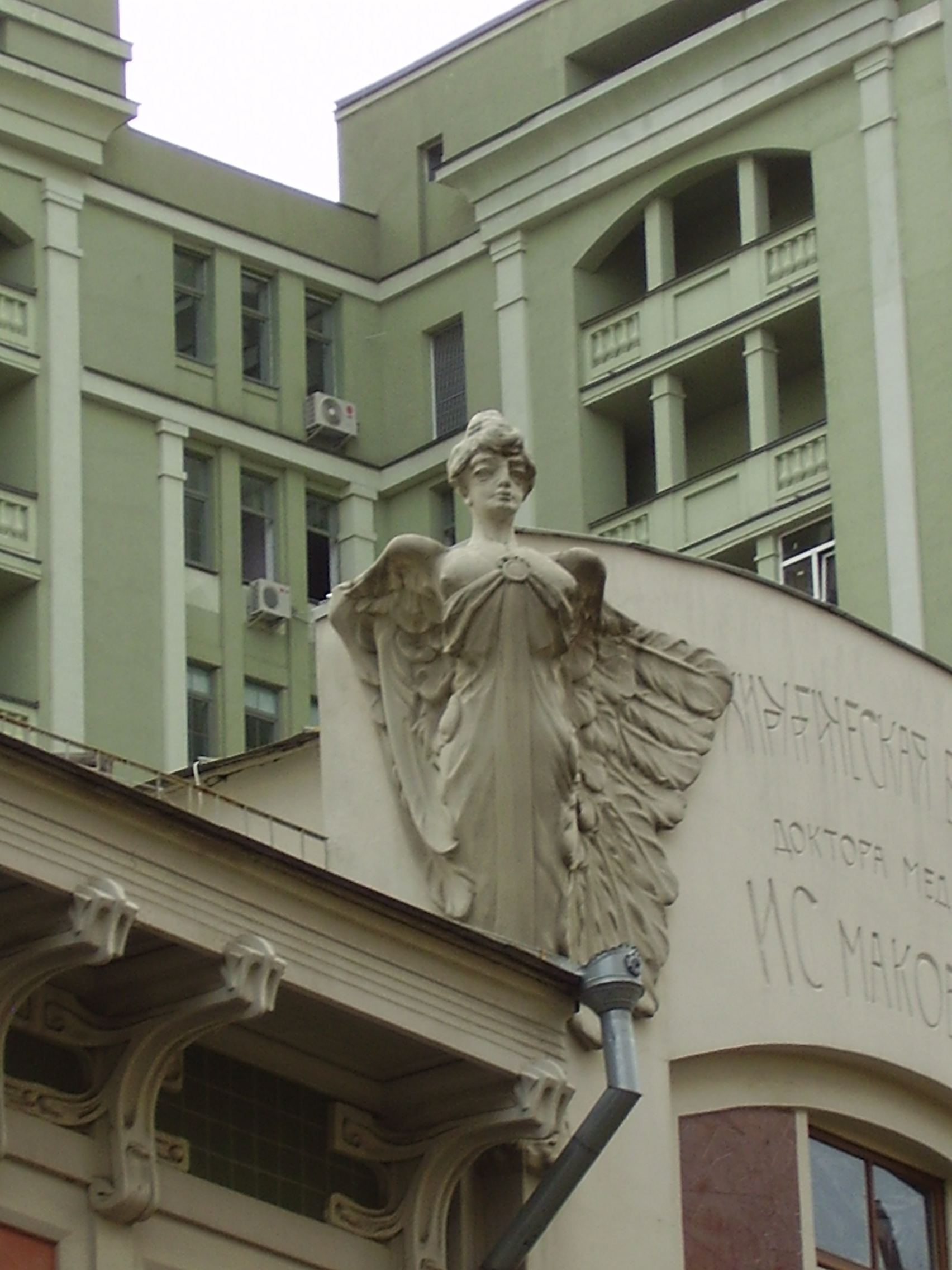
Скульптура сирены клиники доктора Качковского, 1907 год. Скульптор Ф. П. Соколов
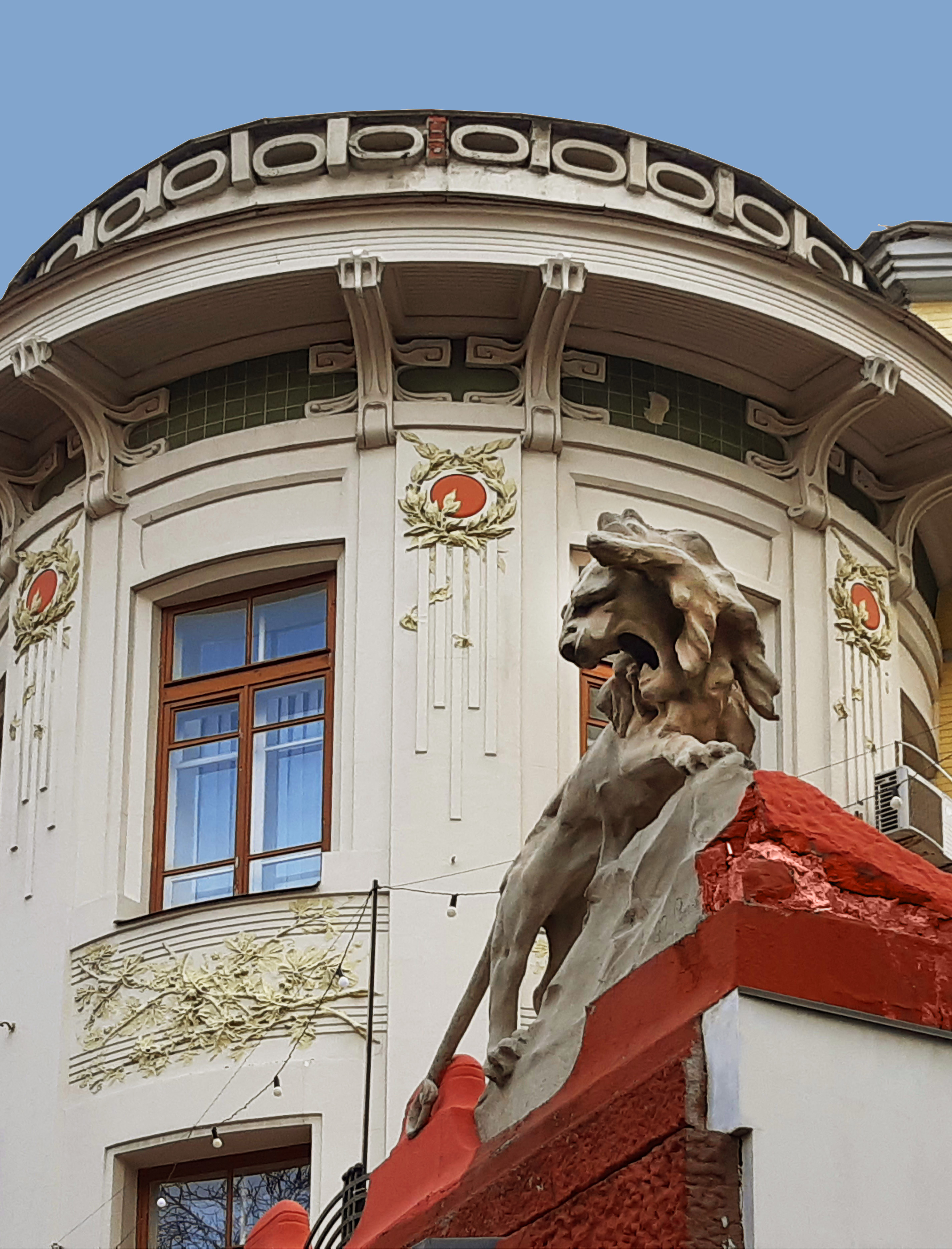
Скульптура льва на клинике доктора Качковского, 1907 год. Скульптор Ф. П. Соколов

Самые престижные и дорогие заказы архитекторов в то время в Киеве выполнял скульптор Элио Саля, — он плодотворно сотрудничал со знаменитым Городецким и выполнял работы по декорированию самых престижных и дорогих заказов. Ледоховский сотрудничал с Соколовым, тоже именитым скульптуром, который специализировался на отливке скульптур из бетона, — нового по тем временам материала.
Исследователи, для атрибуции работ Ледоховского, которые не имеют документального подтверждения, в том числе использовали наличие на домах декора, выполненного Соколовым, — он в отличие от Ледоховского, подписывал свои работы.

### После распада Российской империи
Как и многие другие представители дворянского класса, Игнатий эмигрировал из страны. Когда и как он это сделал, неизвестно — возможно, он выехал так же, как и его брат Кароль (известно, что тот выехал в 1917 году через Константинополь). Также известно, что до 1917 года умерли от дифтерии первая жена и пятилетняя дочь Игнатия Ледоховского. Точно неизвестно, когда именно Игнатий Ледоховский переехал к своему младшему брату Станиславу в Варшаву. 4 ноября 1921 года в Варшаве Игнатий женился второй раз — его женой стала незамужняя учительница Юзефа Опонская, которой был 31 год. Супруги проживали на улице Пшемислова, 32, — доме, в котором позднее его младший брат создаст Морской музей Станислава Ледоховского.
Младший брат Станислав был известным в Польше предпринимателем. Сначала Станислав был управляющим Российско-бельгийского товарищества металлических изделий «Russobelge» — предприятие было основано в начале XX века, и ассортимент продукции включал утюги, плиты, балюстрады и лестницы, дверные ручки и многое другое. В 1909 году Станислав выкупил у владельцев компанию «Заводы металлических изделий». Он активно развивал дело, и в последующие годы к нему присоединился и брат Игнатий. Когда граф Станислав Ледоховский возглавил завод, он сосредоточился на производстве изделий из металла — Сетки Ледоховского. В 1914 году Ледоховский смог создать в Варшаве акционерное общество по производству цельнорешетчатого металла «Граф С. Ледоховский и компания». В 1921 году фабрика была переименована в «Польскую фабрику монолитных сеток графа Станислава Ледоховского SA» («Polska Fabryka Siatki Jednolitej Hrabiego Stanisława Ledóchowskiego SA»). Братья Станислав и Игнатий вместе перестроили одно из зданий завода под отель на 62 номера с центральным отоплением и открыли его в 1926 году под именем «Отель Ледоховского». Сохранился также проект реконструкции заводских помещений, разработанный Игнатием Ледоховским в начале 1920-х годов, но реконструкция не состоялась.
Умер Игнатий Ледоховский в ночь с 2 на 3 марта 1932 года в Варшаве. Завод Ледоховских в Варшаве на улице Пшемислова, № 24 был национализирован в 1950 году. После 1990-х годов семья Ледоховских смогла вернуть дом в свою собственность. В 1997 году этот дом был выкуплен у них страховой компанией MetLife.

## Оценки деятельности
Игнатий Ледоховский наряду с Владиславом Городецким считается «отцом киевского модерна». Специалисты отмечают, что архитектурный стиль модерна Городецкого и Ледоховского наиболее близок к европейскому декоративному модерну и избавлен от эклектизма, присущего остальному киевскому модерну. Архитектурный стиль Ледоховского специалисты определяют как «зрелый модерн» и «европейский (французско-бельгийский) модерн».
Здания, спроектированные Игнатием Ледоховским, имеют узнаваемый архитектурный почерк, однако документальных подтверждений авторства некоторых приписываемых ему работ долгое время не было найдено. Это обстоятельство вызывало интерес к биографическим данным архитектора, его образованию и опыту, но даже даты его рождения и смерти долгое время были неизвестны. Историки, исследователи и журналисты часто упоминали имя Ледоховского с эпитетами «загадочный», «таинственный» и даже «привидение». Исследователи и историки постепенно восстановили основные вехи его биографии и нашли документальные подтверждения его авторства для некоторых архитектурных проектов, которые относили к его наследию только гипотетически.

## Семья

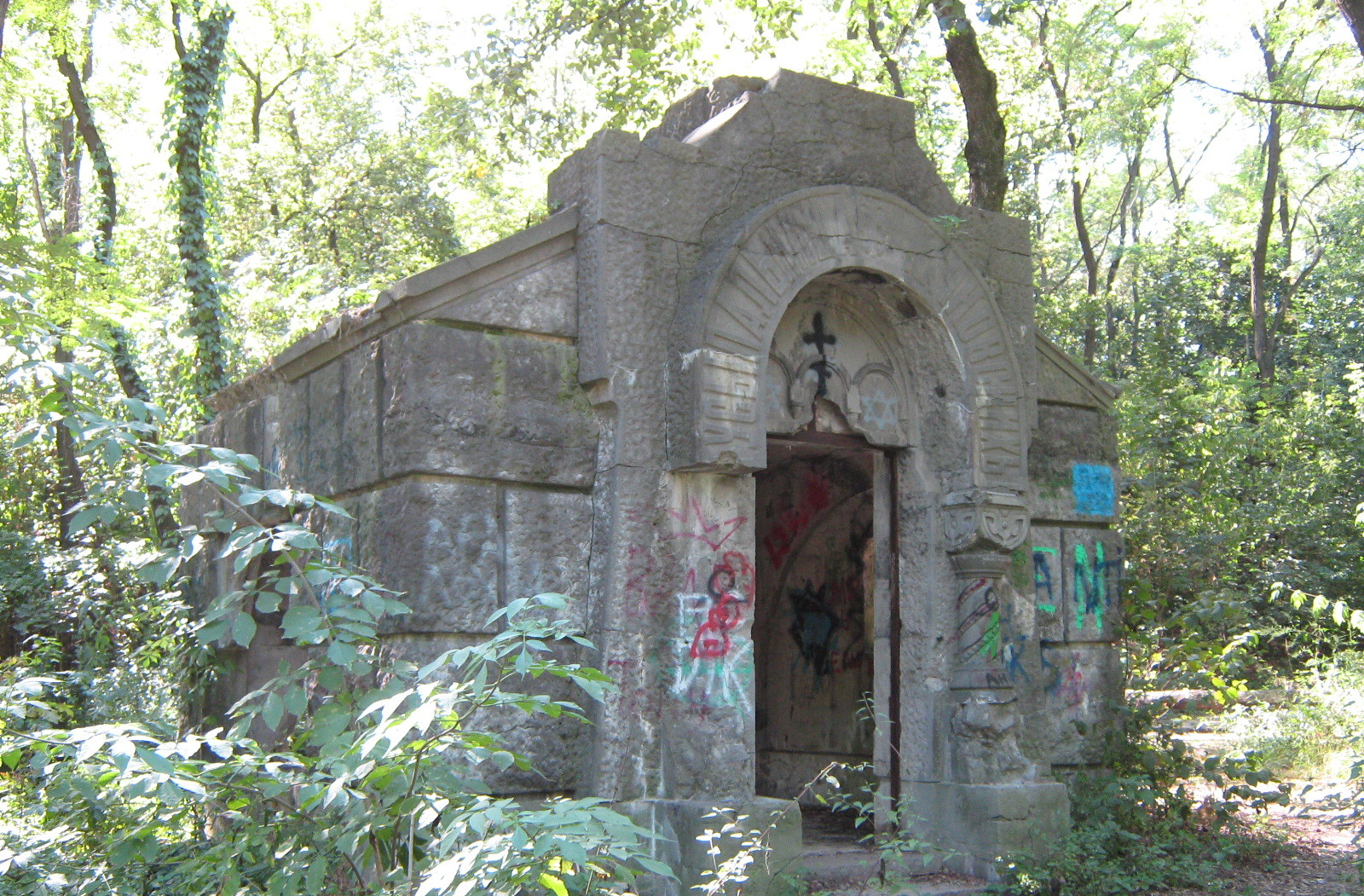
Склеп братьев Петра и Антона Качковских на Кирилловском кладбище в Киеве. Предположительный автор проекта — Игнатий Ледоховский

- Отец — граф Казимир-Теофил-Ян Галка-Ледоховский (Казимир Владиславович Ледоховский) (1840—1887)[43].
- Мать — Юзефа из «Данилѣвичов» (Данилевичей) (ок. 1850—1879)[37].
- Мачеха — Дорота-Геновефа Проскур (брак в 1882 году, с 18-летней Доротой, дочерью Францишка и Валерии Проскур)[8].
- Братья — Кароль-Юзеф (1871—1931) и Станислав-Антоний[пол.] (1874—1940)[27].
- Первая жена — известно, что она и пятилетняя дочь умерли от дифтерии до 1917 года[18].
- Вторая жена — школьный педагог Юзефа Опонская, брак в 1921 году[27].

## Галерея

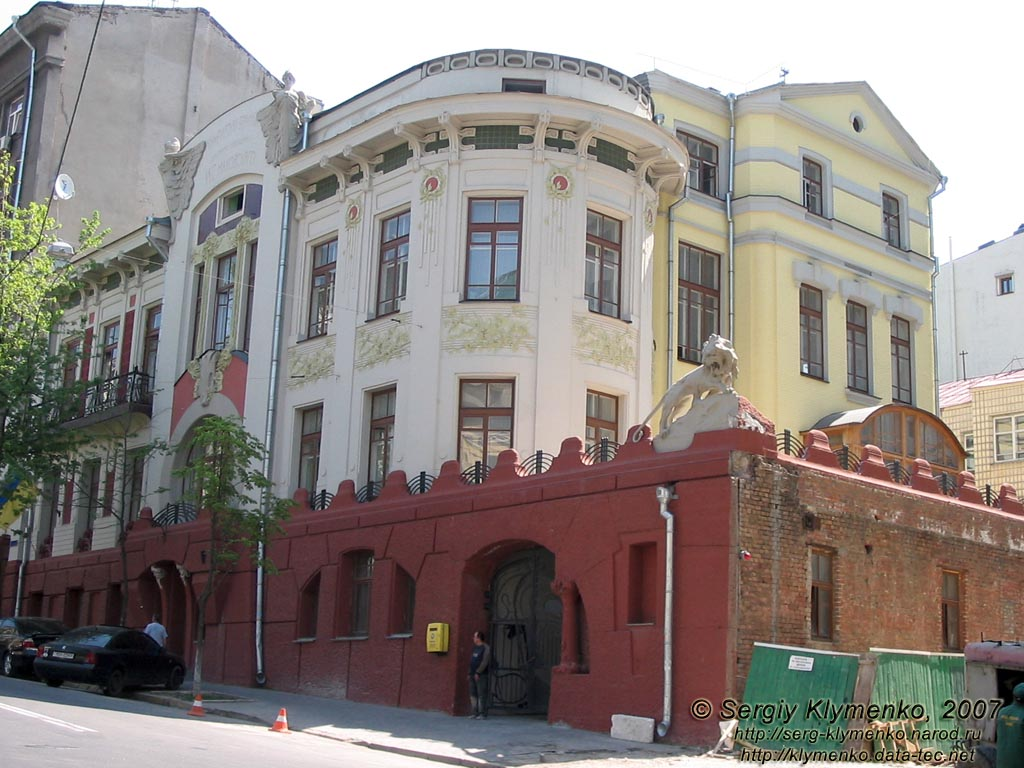
Особняк и клиника доктора Качковского, Маловладимирская, № 33
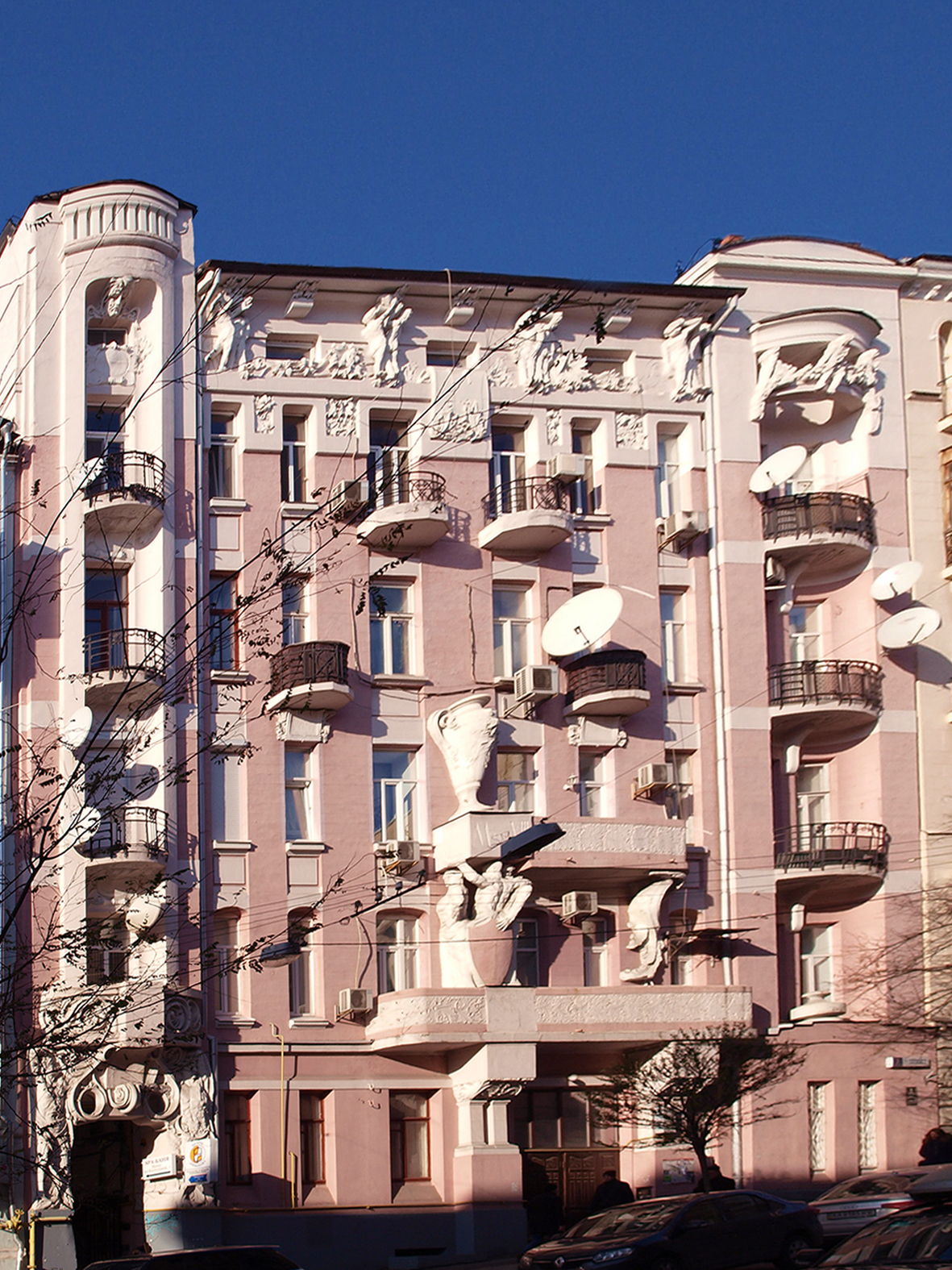
Доходный дом Козеровского, Костёльная, № 7
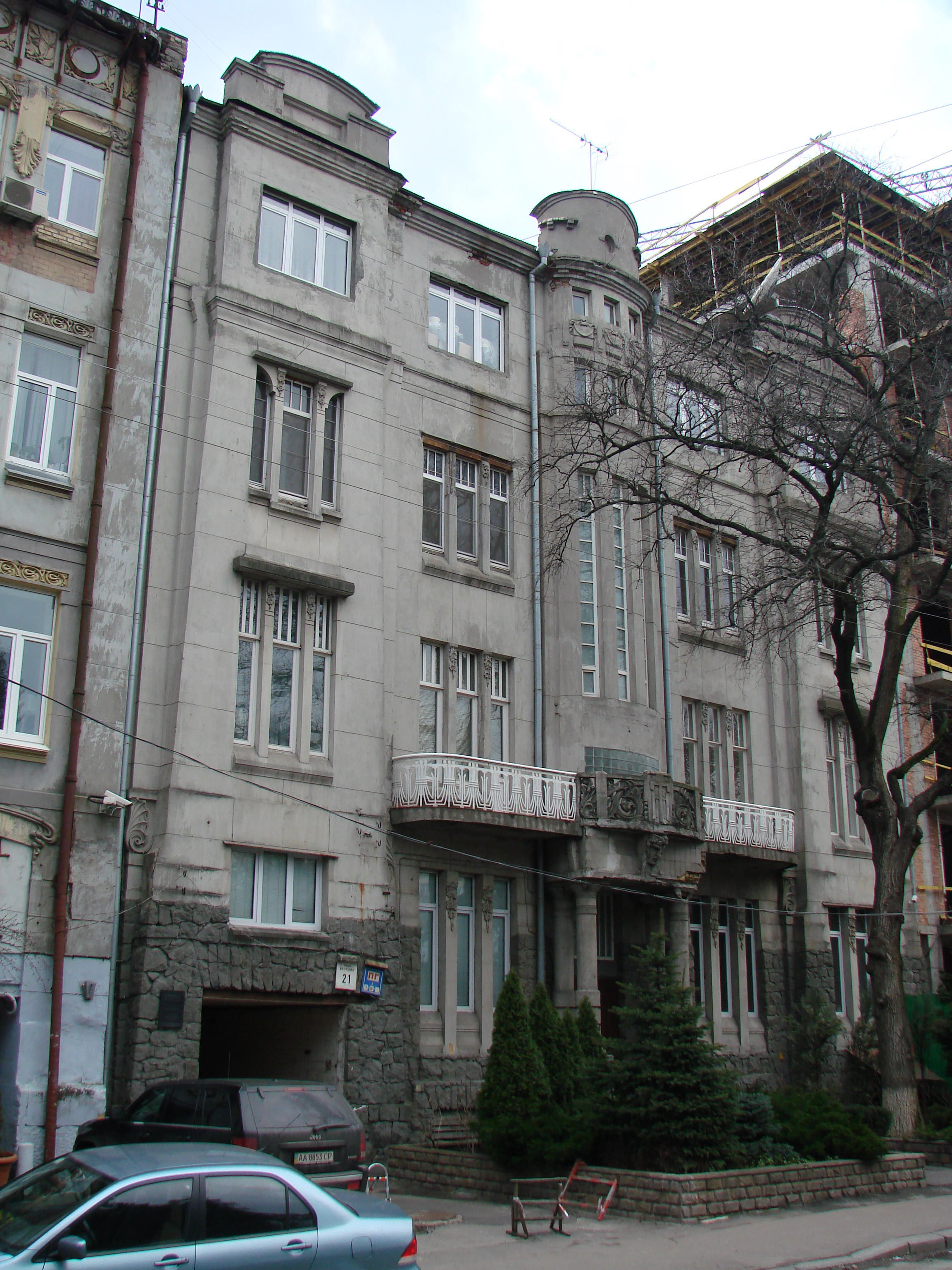
Доходный дом врача Трофимова, Назаровская, 21
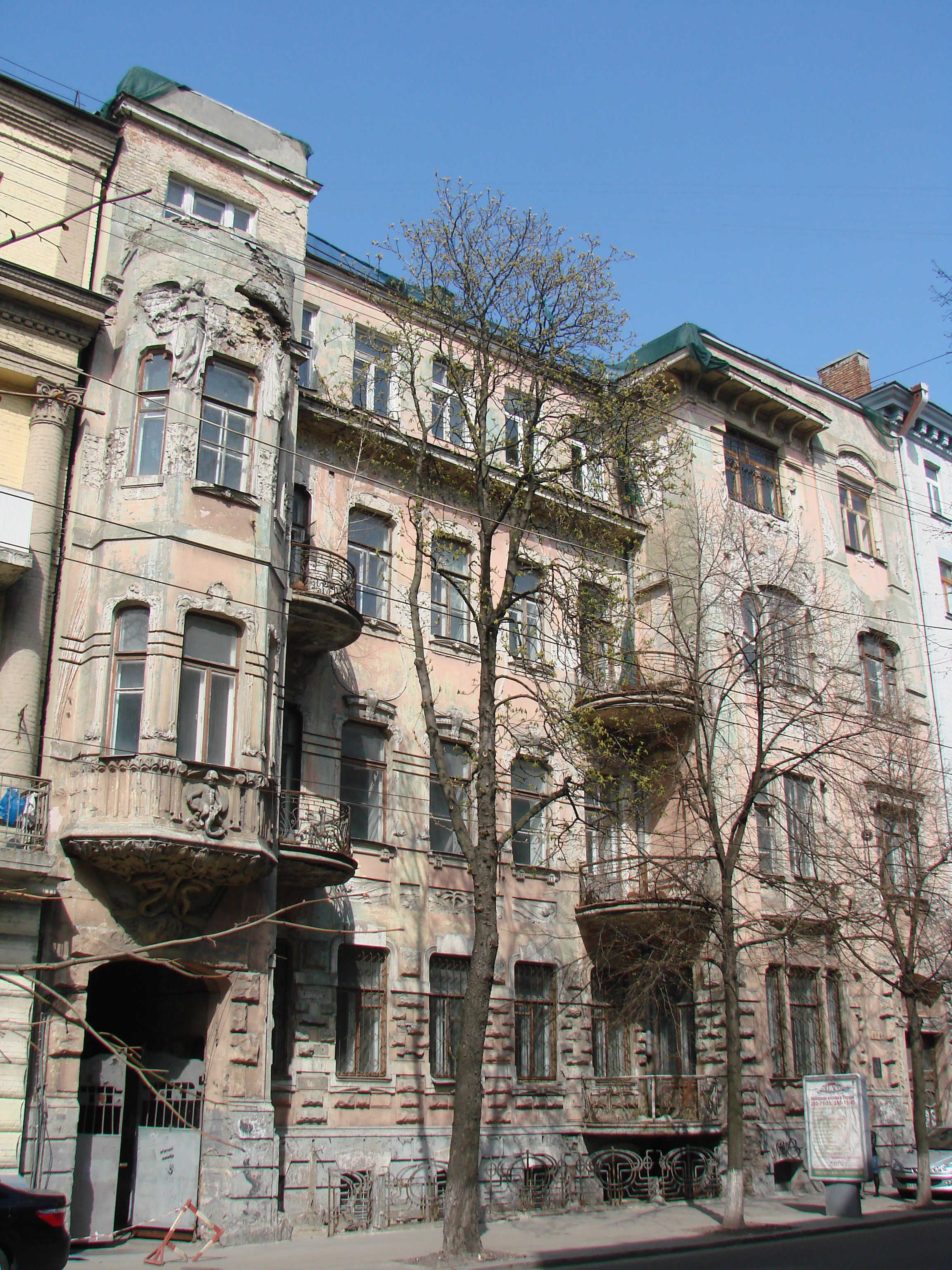
Дом со змеями, Большая Житомирская, № 32

## Комментарии
1. ↑  Род графов и дворян Ледоховских внесен в VI часть родословной книги Волынской губернии и в родословную книгу дворян Царства Польского. В VI часть записывались «древние благородные дворянские роды»[4].
2. ↑  Некоторые специалисты подвергают сомнению авторство Ледоховского для этого здания[21].
3. ↑  «Сетка Ледоховского» — металлическая сетка, сформированная из листа металла, в котором сделаны параллельные надрезы, расположенные в шахматном порядке. После нанесения надрезов лист растягивается перпендикулярно линии надрезов. Таким образом, получается ромбовидная сетка с монолитной структурой без стыков и подвижных соединений[35].